# 温莎 (加利福尼亚州)

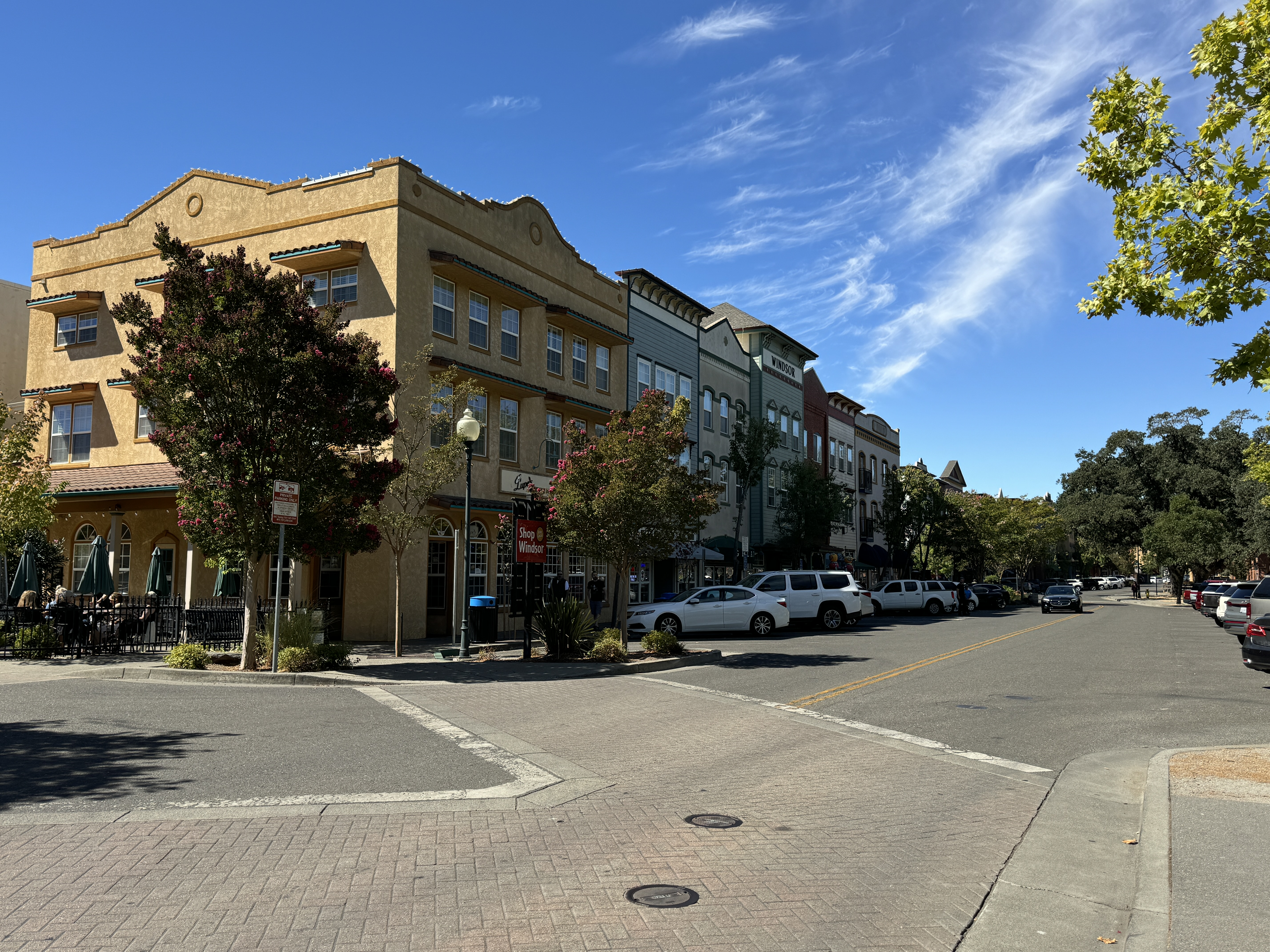

温莎（英文：Windsor），是美国加利福尼亚州索诺玛县下属的一个城市。于1992年7月1日建市。城市面积约为18.8平方公里，根据2010年美国人口普查，该市有人口26,801人。